# Riama columbiana
Riama columbiana — вид ящірок родини гімнофтальмових (Gymnophthalmidae). Ендемік Колумбії.

## Поширення і екологія
Riama columbiana мешкають на західних схилах Центрального хребта Анд. Вони живуть у вологих гірських тропічних лісах, на висоті від 2100 до 2640 м над рівнем моря.

## Збереження
МСОП класифікує цей вид як такий, що перебуває під загрозою зникнення. Riama columbiana загрожує знищення природного середовища.